# リッキー・シックス
リッキー・シックス（Rikki Six,1990年12月18日 - ）は、アメリカ合衆国のポルノ女優。カリフォルニア州リバーサイド出身。
2014年にはAVN最優秀新人賞にノミネートされている(受賞者はミア・マルコヴァ)。